# Jean-François Kalekaire
Jean-François Kalekaire, né le 20 septembre 1807 à Vaugirard (actuel 15e arrondissement de Paris) et mort le 24 décembre 1867 à Paris 18e, est un acteur français. 

## Biographie
Kalekaire commence sa carrière au théâtre de Belleville, qui appartenait aux frères Seveste. Puis il passe au Théâtre du Palais-Royal, où il joue de nombreuses pièces de Labiche. Il passe pour l’un des acteurs les plus amusants de la troupe, et pourtant il joue le plus souvent des seconds rôles, et même assez régulièrement les utilités. Il devient régisseur du théâtre du Palais-Royal.
En 1826, il épouse Anne Pierrette Joséphine Guillard (née en 1809) d'où au moins deux fils Paul Ernest né en 1834 et Eugène Auguste né en 1846, tous deux à Paris 12e.
Il disparaît du tableau des rôles à partir de 1864 et meurt subitement trois ans plus tard à l'âge de 60 ans. A l'annonce de sa mort, on peut lire dans le Journal du Loiret :

« M. Kalekaire, artiste du Palais-Royal, est mort avant-hier dans la nuit de la rupture d'un anévrisme. En sortant du théâtre, il dit à quelques-uns de ses amis :

— C'est singulier, j'ai au cœur une bizarre maladie. Ainsi, je ne suis pas malade, eh bien ! je me sens faible ; on dirait que je vais perdre connaissance.

Ce disant, il expire. »

et dans la revue Le Tintamarre :

« Le lendemain de Noël ont eu lieu les funérailles de Kalekaire, artiste et régisseur du Palais-Royal, foudroyé à l'âge de soixante ans par la rupture d'un anévrisme. C'était un artiste de talent que sa modestie a empêché d'arriver plus haut, et un honnête homme estimé de tous. Kalekaire, qui fut compositeur typographe, abandonna cette carrière pour se consacrer au théâtre. Il joua sur plusieurs scènes de Paris, de la province et de l'étranger. En 1840, il était directeur du théâtre de Belleville, qui vient d'être incendié. Kalekaire appartenait au théâtre du Palais-Royal depuis l'année 1844 ; il y laisse un vide, et, ce qui vaut mieux, des regrets. »

## Principaux rôles
- 1845  : Le Roi des Frontins, comédie-vaudeville en 2 actes d'Eugène Labiche et Auguste Lefranc au théâtre du Palais-Royal : Dumarsay
- 1845  : L'almanach des 25.000 adresses, comédie-vaudeville en 3 actes de Ferdinand Vallon de Villeneuve et Édouard Lafargue au théâtre du Palais-Royal : Christophe Lefebvre, rentier
- 1845  : L'École buissonnière, comédie en 2 actes mêlés de chants d'Eugène Labiche et Auguste Lefranc au théâtre du Palais-Royal : le baron Brisard, chef de division au ministère de la Guerre
- 1845  : Les Pommes de terre malades, revue de l'année 1845 en 3 actes de Clairville et Dumanoir au théâtre du Palais-Royal : Tubercule, Premier Ministre (1845)
- 1846  : Le corbeau rentier, vaudeville en 1 acte d'Adolphe de Leuven et Léon-Lévy Brunswick au théâtre du Palais-Royal : Cabriole, vieux jardinier
- 1847  : L'Avocat pédicure, comédie-vaudeville en 1 acte d'Eugène Labiche, Auguste Lefranc et Gustave Albitte au théâtre du Palais-Royal : Rambour
- 1847  : Croquignole, comédie-vaudeville en 1 acte de Charles Varin et Ernest Bourget au théâtre du Palais-Royal : Tarbochet, secrétaire du Maire
- 1848  : Le Club champenois, à-propos en 1 acte d'Eugéne Labiche et Auguste Lefranc au théâtre du Gymnase : Me Crétinot, notaire
- 1848  : Agénor le dangereux, vaudeville en 1 acte d'Eugène Labiche, Adrien Decourcelle et Karl au théâtre du Palais-Royal : Chapuis
- 1850  : Traversin et Couverture, parodie de Toussaint Louverture en 4 actes d'Eugène Labiche et Charles Varin au théâtre du Palais-Royal : le général Leclerc
- 1850  : Le Sopha, conte fantastique en 3 actes mêlés de chants d'Eugène Labiche, Mélesville et Charles Desnoyer au théâtre du Palais-Royal : Turpin, financier
- 1851  : Un chapeau de paille d'Italie, comédie-vaudeville en 5 actes d'Eugène Labiche et Marc-Michel au théâtre du Palais-Royal : Tardiveau
- 1852  : Maman Sabouleux, comédie en 1 acte mêlée de chants d'Eugène Labiche et Marc-Michel au théâtre du Palais-Royal : Goberval
- 1852  : Edgard et sa bonne, comédie en 1 acte mêlée de couplets d'Eugène Labiche et Marc-Michel au théâtre du Palais-Royal : le notaire
- 1852  : Cinq gaillards dont deux gaillardes, méli-mélo mêlé d'un couplet de Malperché au théâtre du Palais-Royal : un Monsieur
- 1852  : Los dansores  espagnolas, jocosa toquadillas en 1 acte de Jean-François Bayard et d'Edmond de Biéville au théâtre du Palais-Royal : Gaudibert, régisseur du théâtre
- 1853  : Les Folies dramatiques, vaudeville en 5 actes de Dumanoir et Clairville au théâtre du Palais-Royal : Giraumon, aubergiste
- 1855  : As-tu tué le mandarin ?, comédie en 1 acte mêlée de chant par Albert Monnier et Edouard Martin au théâtre du Palais-Royal : Van Douillen Douillen
- 1855  : Avait pris femme le sire de Framboisy, revue de l'année 1855 en 3 actes mêlée de couplets d'Alfred Delacour et Lambert Thiboust au théâtre du Palais-Royal : un Anglais
- 1856  : Monsieur de Saint-Cadenas, comédie-vaudeville en 1 acte d'Eugène Labiche et Marc-Michel :  Antoine, domestique de Saint-Eveil
- 1856  : Mesdames de Montenfriche, comédie-vaudeville en 3 actes mêlée de couplets d'Eugène Labiche et Marc-Michel au théâtre du Palais-Royal : le notaire
- 1857  : Les Noces de Bouchencœur, comédie en 3 actes mêlée de chants d'Eugène Labiche, Albert Monnier et Édouard Martin au théâtre du Palais-Royal : Reculé
- 1857  : Le bureau des objets perdus, vaudeville en 1 acte de Clairville et Léon Dumoustier au théâtre du Palais-Royal : le père Mouton, portier
- 1858  : L'Avare en gants jaunes, comédie-vaudeville en 3 actes d'Eugène Labiche et Anicet Bourgeois au théâtre du Palais-Royal : Greffé
- 1858  : Le Grain de café, comédie-vaudeville d'Eugène Labiche et Marc-Michel au théâtre du Palais-Royal : Adolphe
- 1858  : En avant les Chinois !, revue d'Eugène Labiche et Alfred Delacour au théâtre du Palais-Royal : le Pacha
- 1859  : L'Avocat d'un Grec, comédie en 1 acte d'Eugène Labiche et Auguste Lefranc au théâtre du Palais-Royal : Pontbédouin
- 1861  : Arrêtons les frais, comédie-vaudeville en 1 acte de Victor et Louis Couailhac au théâtre du Palais-Royal : le père Grinçant, concierge
- 1862  :  Les 37 Sous de M. Montaudoin, comédie-vaudeville en 1 acte d'Eugène Labiche et Edouard Martin au théâtre du Palais-Royal : Me Lemartois, notaire
- 1864  :  La Cagnotte, comédie-vaudeville en 5 actes d'Eugène Labiche et Alfred Delacour au théâtre du Palais-Royal : Baucantin